# Ministre de la Reconstruction (Royaume-Uni)
Le Ministre de la Reconstruction (anglais : Minister of Reconstruction) était un poste du gouvernement britannique qui a brièvement existé pendant les dernières années de la Seconde Guerre mondiale, chargé de planifier l'après-guerre. Une succession de comités gouvernementaux n'ayant pas réussi à faire progressé les problèmes découlant de la reconstruction, Winston Churchill a pris la décision audacieuse de nommer un seul ministre en tant que membre du Cabinet de guerre en 1943.

## Ministre de la reconstruction (1917–19??)
| Nom | Nom                                    | Nom | Mandat          | Mandat          | Parti politique | Premier Ministre   |
| --- | -------------------------------------- | --- | --------------- | --------------- | --------------- | ------------------ |
|     | Christopher Addison MP pour Shoreditch |     | 17 juillet 1917 | 10 janvier 1919 | Libéral         | David Lloyd George |
|     | Auckland Geddes MP pour Basingstoke    |     | 10 janvier 1919 | août 1919       | Conservateur    | David Lloyd George |

## Ministre de la reconstruction (1943–1945)
Clé de couleur (pour les partis politiques):

| Nom | Nom               | Nom | Mandat           | Mandat      | Parti politique | Premier Ministre | Premier Ministre  |
| --- | ----------------- | --- | ---------------- | ----------- | --------------- | ---------------- | ----------------- |
|     | Frederick Marquis |     | 11 novembre 1943 | 23 mai 1945 | Indépendant     |                  | Winston Churchill |